# Giovanni Emanuele Bidera
Giovanni Emanuele Bidera (Palazzo Adriano, 4 ottobre 1784 – Palermo, 8 aprile 1858) è stato un poeta e drammaturgo italiano.

## Biografia
Figlio di Pietro Anastasio e Anna Maria Dara, Emanuele nacque il 4 dicembre 1784 in una nobile famiglia arbëresh. Viene riportato che in giovinezza abbracciò le idee liberali e nazionaliste e che il padre, per dissuaderlo, lo fece entrare nel Seminario Italo-Albanese di Palermo, dove ben presto diede prova di vivacissimo ingegno. All'età di diciotto anni, lasciò la casa paterna e si trasferì a Napoli dove iniziò a fare il pittore e il ritrattista prima di occuparsi di teatro. Fece di volta in volta lo scenografo, il costumista, l'attore, l'autore, il traduttore di commedie dal francese e poi l'impresario teatrale. 
A partire dal 1828, iniziò a pubblicare, in fascicoli, il trattato L'arte di declamare. Nel 1830 fondò una scuola pubblica di dizione, la prima del genere a Napoli. Ivi conobbe  Girolamo De Rada, col quale si legò in amicizia ed insieme sì sbizzarrì nel proporre le più strane etimologie, capricciosamente basate sull'albanese, per l'interpretazione dei nomi di antiche divinità, di antichi popoli e di eroi, rinovellando le opere di Nicolò Chetta e di mons. Giuseppe Crispi. Scrisse delle opere, come Quaranta secoli, racconti su le due Sicilie dal Pelasgo Matn-eer, in cui si riscontrano versi in lingua albanese, o suoi o di altri, ovvero ricavati dai canti tradizionali.
A seguito della fama che lo raggiunse venne ingaggiato dall'impresario Domenico Barbaja, direttore del Teatro San Carlo, come insegnante di dizione e quindi come librettista ufficiale del teatro. È in questa veste che fornirà a Gaetano Donizetti i libretti di due opere: Gemma di Vergy e Marin Faliero. Successivamente scrisse per lui anche numerosi testi per romanze e canzoni come La conocchia, ispirata da una poesia siciliana di Giovanni Meli che era stato il suo maestro a Palermo.
Egli è particolarmente noto per aver scritto una guida turistica di Napoli e dei suoi dintorni: Passeggiata per Napoli e contorni (1844).
Verso la fine della sua vita fece ritorno a Palermo dove collaborò a Il Poligrafo.

## Opere

### Opere teatrali
- Il giorno di pesto, tragedia
- La divisione de' beni, dramma
- I trovatori fanatici, commedia
- I sibariti, tragedia
- I dilettanti comici de' piccoli paesi, commedia
- Corinna al Campidoglio, dramma
- Alessandro Re de' Molossi a Pandosia, tragedia
- La Tragicomania, commedia
- Il Castello del Principe
- Alarico Primo Re de' Visigoti, tragedia

### Libretti d'opera
- Gemma di Vergy, tragedia lirica in due atti, musica di Gaetano Donizetti
- Marin Faliero, tragedia lirica in tre atti, musica di Gaetano Donizetti
- Odda di Bernaver, melodramma in due atti, musica di Giuseppe Lillo, rappresentata al Teatro San Carlo di Napoli nel 1837
- Bianca Turenga, melodramma in tre atti, musica di Giuseppe Balducci, rappresentata al Teatro San Carlo di Napoli, il 12 agosto 1838
- La battaglia di Navarino, dramma in due atti (1838), musica di Giuseppe Staffa (libretto su Google books)
- Fenicia, tragedia lirica in tre atti (Napoli, Teatro del Fondo, carnevale 1844) musica di Francesco Chiaramonte - Libretto Library of Congress, Washington DC, Usa.
- Amalia di Carini, tragedia lirica in tre atti (Pisa, Teatro dei Ravvivati, carnevale 9 [?] febbraio 1855) musica di Luigi Kyntherland (o Hyntherland) Wrestel - Libretto Library of Congress, Washington DC, Usa.

### Saggi
- Passeggiata per Napoli e contorni, 1844
- Quaranta secoli, racconti su le due Sicilie dal Pelasgo Matn-eer, Napoli 1847

### Opere collettive
- Teatro edito ed inedito, 2ª edizione, Napoli, Cataneo, 1854, gr. in-8°